# Chiesa di Santa Anastasia (Buddusò)
La chiesa di Santa Anastasia è un luogo di culto che si trova nel centro storico di Buddusò, in via Parrocchia. Consacrata al culto cattolico nel 1894 è sede dell'omonima parrocchia e fa parte della diocesi di Ozieri. La chiesa è dedicata alla patrona del paese che viene festeggiata ogni 23 settembre.
Di impianto molto antico ed edificato con blocchi di granito lavorati a scalpello, l'edificio venne profondamente ristrutturato a partire dal 1836. Allo stato attuale presenta una facciata timpanata con conci a vista, portale d'ingresso anch'esso timpanato sormontato da finestra centinata a tutto sesto abbellita da vetrate artistiche.
La croce è posizionata al centro, tra gli spioventi, mentre sulla destra si innalza la torre campanara, a canna quadrata coronata da un cuspide.
L'aula interna, a navata singola, presenta una pianta a croce latina, interamente voltata a botte.
Due ampie vetrate nell'abside assicurano l'ingresso della luce sul presbiterio, quest'ultimo sollevato di quattro scalini rispetto al piano della chiesa. Due ampie vetrate nell'abside ne assicurano l'illuminazione dall'esterno.
La chiesa, arricchita da statue e mosaici, custodisce inoltre due quadri del 1754, opere del pittore napoletano Gerolamo Ruffino.

## Galleria d'immagini

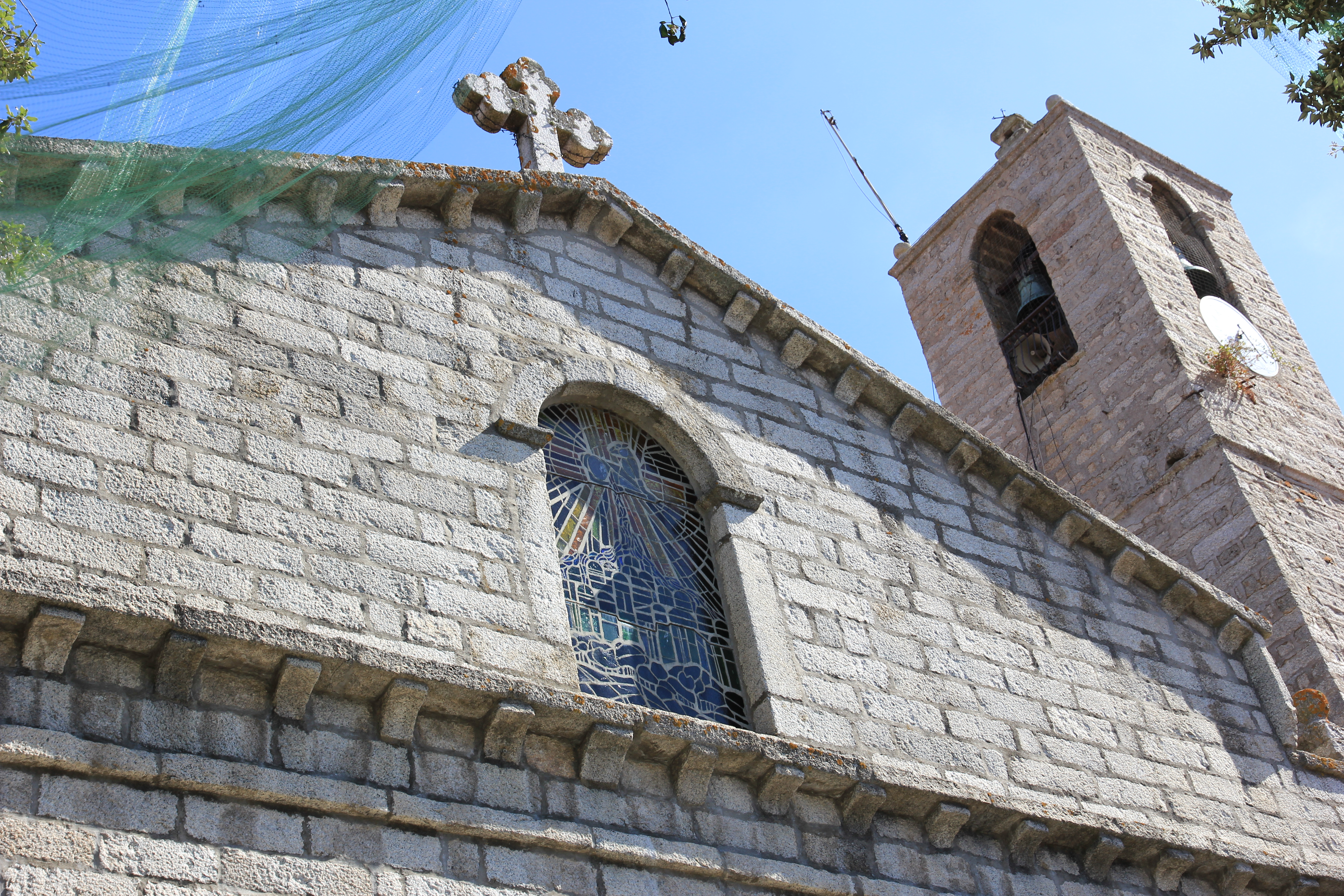
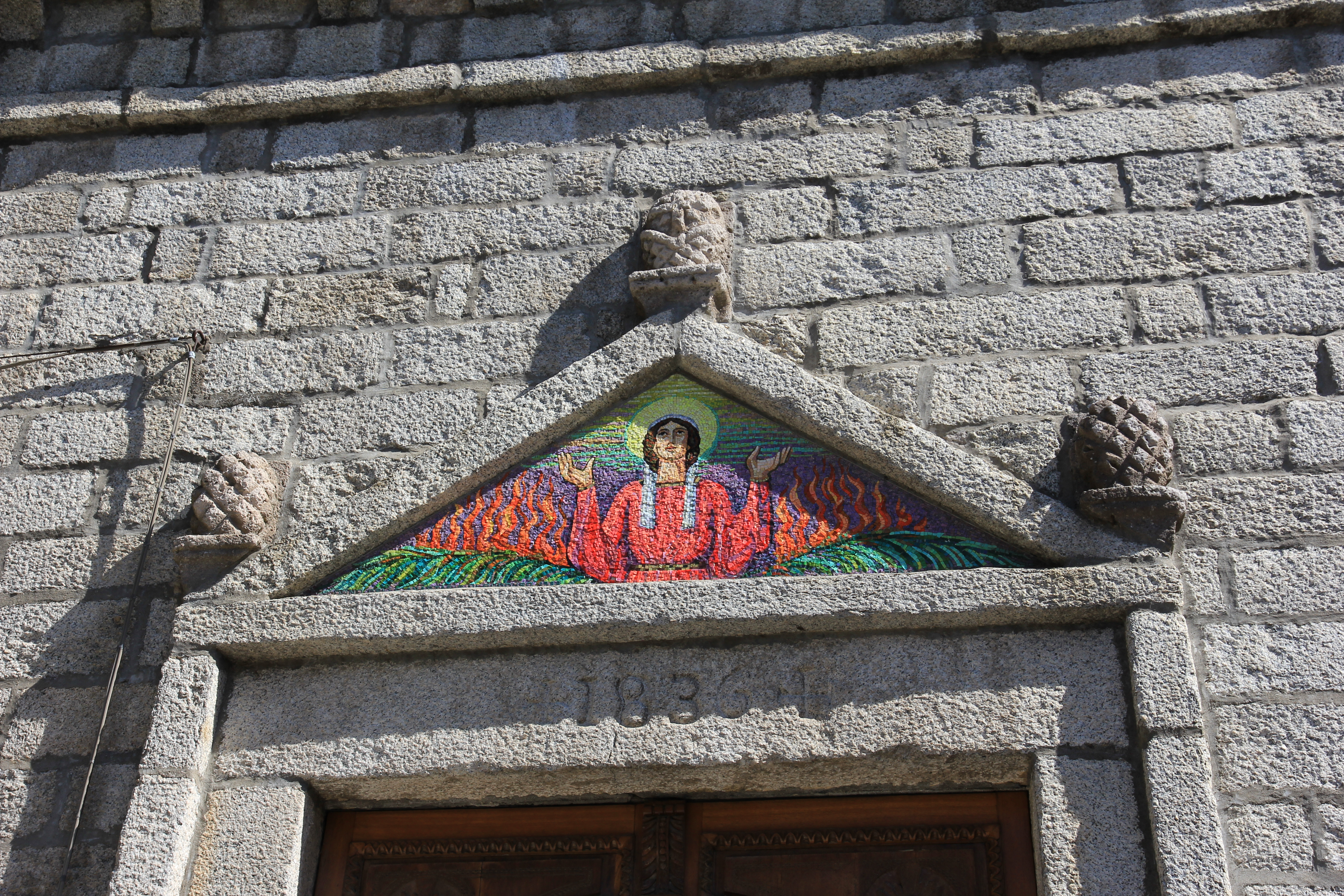
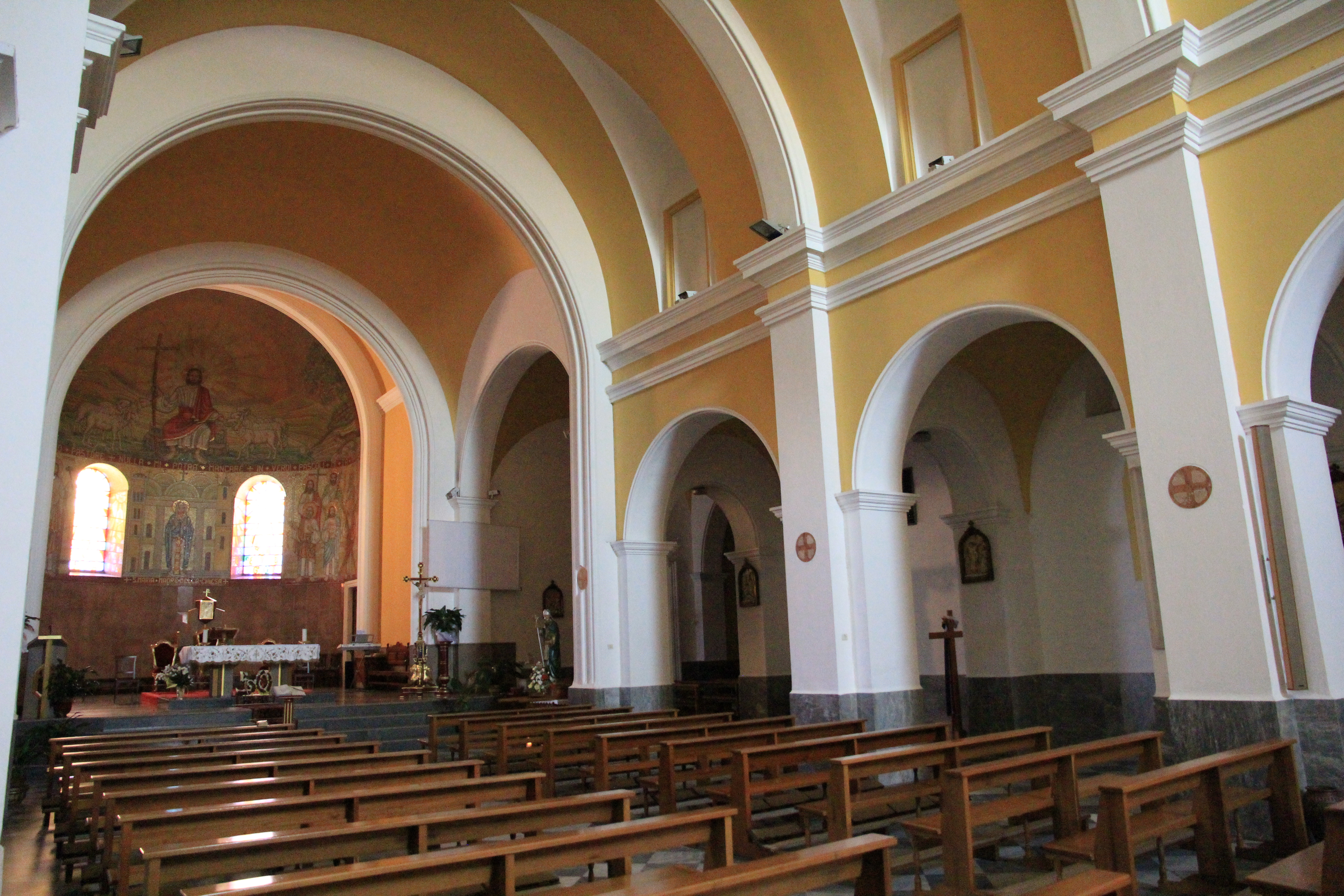
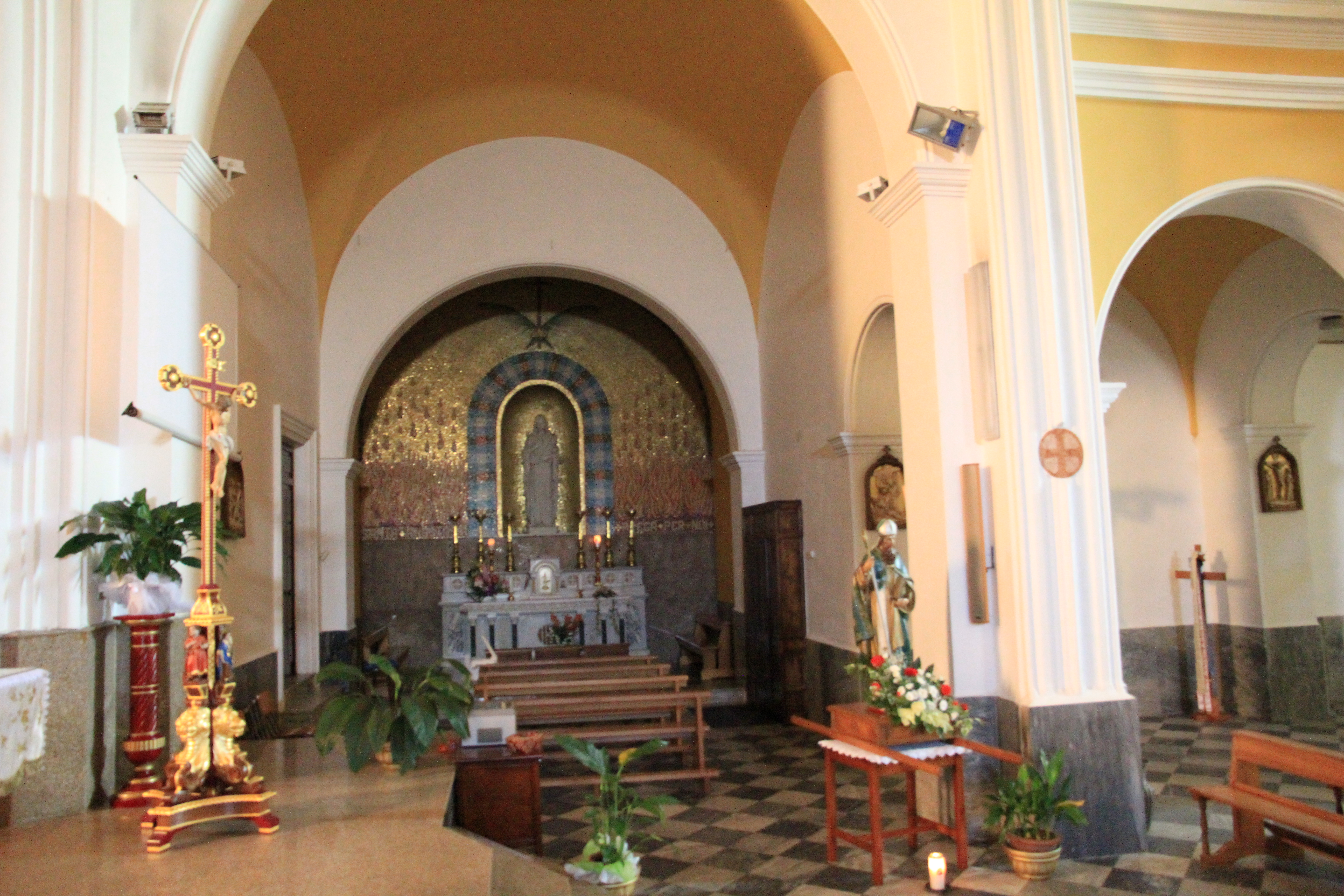